# Gerda Vancluysen
Gerda Vancluysen est une poétesse belge née à Louvain le 19 août 1941 et morte en 1989.

## Biographie
Gerda Vancluysen épouse le peintre Camille De Taeye en août 1962. Le couple a eu trois enfants : Alexia (1962-1979), Jean-François (1964-1982) et Serge (1965-2000).

## Œuvres
- Cocagne, 1993, illustré par Camille De Taeye.
- Les chats, 1995, illustré par Marie-claire Gouat.
- Quatre textes écrits pour Édith en décembre 1979, imp. Camille De Taeye, 1990[1].
- Ry. 5 textes avec 2 lithographies de Camille De Taeye (2 planches volantes tirées par l'artiste, titrées, justifiées et signées au crayon). Sans édit., 1986, in-plano, en feuilles, couv. impr. Edit. orig. tirée à 37 ex. num. sur simili-Japon Van Gelder, signés par l'auteur et l'artiste.
- Amarres, Almar, s. d. Portfolio noir, 58 x 48 cm. Textes imprimés en sérigraphie, accompagnés de 6 gravures à la pointe sèche et un dessin original de Lionel Vinche. 40 ex. dont les 20 premiers, numérotés constituent le tirage de tête.
- Le clocher de l'église Saint-Joseph de La Louvière, inédit, archive conservée à Mons, Centre daily-Bul & C°, voir en ligne.
- Article en ligne.